# Merit-Ra Hatxepsut
Merit-Ra Hatxepsut (o de vegades Hatxepsut Merit-Ra) va ser una reina egípcia de la XVIII dinastia. Va ser l'esposa principal del faraó Tuthmosis III i la mare d'Amenofis II.

## Família
Merit-Ra Hatxepsut era d'ascendència noble. Possiblement era filla de l'Adoratrix Hui, l'estàtua de la qual es troba al Museu Britànic (EA 1280) i mostra a Hui amb un net i representa els altres fills de Tuthmosis III i Merit-Ra Hatxepsut als costats de la seva estàtua asseguda. Era la mare del faraó Amenofis II, el príncep Menkheperre, i de les princeses Nebetiunet, Meritamon C, Meritamon D i d'Iset.

## Biografia
Se sap que Merit-Ra Hatxepsut ostentava els títols de Princesa Hereditària (iryt-p`t), Única, Gran d'Elogis (wrt-hzwt-w'tit), Mare del Rei (mwt-niswt), Senyora de les Dues Terres (nbt-t3wy), Esposa del Rei (hmt-nisw), Gran Esposa Reial (hmt-niswt-wrt), Esposa de Déu (hmt-ntr) i la Mà de Déu (djrt-ntr).
Merit-Ra Hatxepsut es va convertir en Gran Esposa Reial després de la mort de la reina Satiah. Està atestada al temple mortuori de Tuthmosis III a Medinet Habu. La reina està representada darrera d'un Tuthmosis III assegut. Hi apareix amb el vestit complet de reina, inclosa la gorra de voltor, el modius amb plomes dobles i l'espanta-mosques. Hi és anomenada "Gran Esposa Reial".

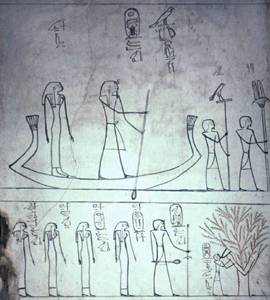
Tuthmosis III i la seva família representats a la seva tomba, la KV34. Al registre inferior, Merit-Ra es troba just darrere de Tuthmosis III.

També apareix representada en diverses tombes, inclosa la del seu marit Tuthmosis III (la KV34). En un dels pilars, la reina, identificada com Merit-Ra, és una de les tres reines que segueixen Tuthmosis III. La reina Satiah, la reina Nebtu i la princesa Nefertari segeixen a Merit-Ra.
A la tomba de Ra (TT72) a Tebes. Merit-Ra Hatxepsut s'hi representa asseguda al costat / al darrere del seu fill Amenofis II. Una escena en una altra tomba de xeic Abd el-Qurna sembla representar una estàtua de Merit-Ra Hatshepsut mostrada en una petita estructura sobre una mena de trineu. Les altres estàtues que hi ha representen totes a Tuthmosis III. Una estela (portada per l'estàtua d'un cortesà) representa a Merit-Ra Hatxepsut davant de Tuthmosis III. La Reina es mostra amb un modius i plomes dobles. Se la mostra amb un espanta-mosques en una mà i un ankh en l'altra.

## Mort i enterrament
Merit-Ra Hatxepsut havia estat enterrada a la KV42. El 1921 es van trobar dipòsits de fonaments que demostren clarament que la tomba va ser destinada originalment a ella. Pot ser que fos enterrada al KV35, la tomba del seu fill Amenofis II.
La KV42 potser va ser retilitzada per a acollir els cossos del governador de Tebes Sennefer i la seva dona Senetnay.